# Unione Sportiva Mestrina 1962-1963
Questa voce raccoglie le informazioni riguardanti l'Unione Sportiva Mestrina nelle competizioni ufficiali della stagione 1962-1963.

## Rosa
| N. |                   | Ruolo | Calciatore        |
| -- | ----------------- | ----- | ----------------- |
|    | Italia (bandiera) | D     | Paolo Ambrosini   |
|    | Italia (bandiera) | C     | Elio Ardit        |
|    | Italia (bandiera) |       | Briso             |
|    | Italia (bandiera) | A     | Giuseppe Busatto  |
|    | Italia (bandiera) | A     | Giovanni Calegari |
|    | Italia (bandiera) | C     | Ugo Callegari     |
|    | Italia (bandiera) | D     | Danilo Campanarin |
|    | Italia (bandiera) | P     | Ivano Canella     |
|    | Italia (bandiera) |       | Castellan         |
|    | Italia (bandiera) | C     | Dino D'Alessi     |
|    | Italia (bandiera) | C     | Paolo Ferrari     |

| N. |                   | Ruolo | Calciatore            |
| -- | ----------------- | ----- | --------------------- |
|    | Italia (bandiera) | A     | Alfredo Fin           |
|    | Italia (bandiera) | C     | Gianfranco Maschietto |
|    | Italia (bandiera) | P     | Francesco Rettore     |
|    | Italia (bandiera) | C     | Antonio Rinadi        |
|    | Italia (bandiera) | A     | Gianfranco Rusconi    |
|    | Italia (bandiera) | C     | Mario Silvestri       |
|    | Italia (bandiera) | A     | Gidone Tedesco        |
|    | Italia (bandiera) | A     | Mario Tonello         |
|    | Italia (bandiera) | C     | Paolo Veronese        |
|    | Italia (bandiera) | C     | Corrado Zamengo       |